# Tricolorul LMV Ploeszti
Tricolorul LMV Ploeszti (rom. Tricolorul LMV Ploiești) – rumuński męski klub siatkarski, powstały w Ploeszti. Obecnie występuje w Dywizji A1.

## Sukcesy
Mistrzostwo Rumunii:
- 2000, 2001, 2002, 2006, 2018

Puchar Rumunii:
- 2018

## Kadra

### Sezon 2017/2018
| Nr | Imię i nazwisko          | Data ur. | Wzrost | Pozycja            |
| -- | ------------------------ | -------- | ------ | ------------------ |
| 1  | Philipp Kroiss           | 1988     | 184    | libero             |
| 2  | Paweł Duszkow            | 1992     | 198    | środkowy           |
| 4  | Gijs Jorna               | 1989     | 189    | przyjmujący/libero |
| 5  | Nikita Stulenkow         | 1991     | 205    | środkowy           |
| 6  | Julian Bissette          | 1991     | 198    | środkowy           |
| 7  | Ovidiu Costin Darlaczi   | 1999     | 200    | przyjmujący        |
| 9  | Bogdan Alexandru Olteanu | 1980     | 199    | przyjmujący        |
| 10 | Cristian Andrei Bartha   | 1985     | 191    | rozgrywający       |
| 11 | Laurențiu Lică           | 1980     | 200    | atakujący          |
| 12 | Aleksandar Milivojević   | 1983     | 197    | przyjmujący        |
| 14 | Aleksandr Kullo          | 1989     | 197    | atakujący          |
| 18 | Jose Carrasco Angulo     | 1989     | 195    | rozgrywający       |